# Bob Gibson
Bob Gibson (Brooklyn, 16 november 1931 - Portland, 28 september 1996) was een Amerikaanse folkmuzikant.

## Carrière
In 1953, na een ontmoeting met Pete Seeger, kocht de 22-jarige Bob Gibson een banjo, nam ontslag en leerde zichzelf banjo spelen met behulp van Seegers leerboek.
Eind van de jaren 1950 nam Gibson zijn eerste zes folkalbums op en werd hij de eerste artiest van de managerlegende Albert Grossman. Gibsons optredens in de folkclub Gate of Horn in Chicago, waar hij met de banjo en de 12-snarige gitaar in het begin alleen, later met Bob Hamilton Camp oude folkstandards opnieuw vertolkte  en nieuwe folkstandards plaatste, bevorderden de folkmuziek-golf essentieel.
In 1959 presenteerde Gibson bij het eerste Newport Folk Festival de toentertijd nog praktisch onbekende Joan Baez als onaangekondigde surprise-gast en zong hij samen met haar twee duetten, die Baez letterlijk van de ene op de andere dag tot veelgevraagde folkster maakte. Door deze ervaring geïnspireerd stimuleerde zij een paar jaar later op eenzelfde manier de carrière van Bob Dylan.
Gibsons liederen en concerten, in het bijzonder het met Bob Camp aan het begin van 1961 opgenomen livealbum At the Gate of Horn, kenmerkten en beïnvloeden naast Joan Baez ook Judy Collins, Gordon Lightfoot, Roger McGuinn, Phil Ochs, Peter, Paul & Mary, Shel Silverstein, Simon & Garfunkel en The Kingston Trio. Hun tantième-betalingen hielpen Gibson, die tijdens de jaren 1960 en 1970 worstelde met alcohol- en drugsproblemen, financieel te overleven.
Zijn carrière legde tussen 1964 en 1978 door zijn drugsverslaving het loodje. Zijn muziek en virtuele spel met de 12-snarige gitaar waren onder andere voor Roger McGuinn, de gitarist van The Byrds, maar ook voor Gordon Lightfoot, aanleiding om te kiezen voor dit instrument en de folkmuziek.
Gibson is auteur van onder andere de countrysong Abilene van John D. Loudermilk, het door Simon & Garfunkel op hun debuutalbum Wednesday Morning, 3am gezongen You Can Tell the World en het nummer John Riley van The Byrds.
Aan het eind van de jaren 1970 werd Gibson zijn drugsverslaving de baas en kon hij zijn zanger/songwriter-carrière vervolgen. Hij keerde terug op het podium en in de studio en het lukte hem om met de albums The Perfect High, Stops Along the Way en Makin' a Mess (Of Commercial Success) nog enkele successen te behalen. Het laatste album bevatte uitsluitend songs van Gibsons vriend Shel Silverstein.

## Overlijden
Bob Gibson overleed in september 1996 op 64-jarige leeftijd in Portland.

## Discografie

### Albums
Riverside
- 1956: Offbeat Folksongs LP
- 1957: I Come for to Sing LP
- 1957: Carnegie Concert LP
- 1958: There's a Meetin' Here Tonight LP
- 1963: Hootenanny at Carnegie LP
- 1996: Joy, Joy!  The Young and Wonderful Bob Gibson CD

Stinson Records
- 1957: Folksongs of Ohio 10" LP
- 1963: Folksongs of Ohio LP

Elektra Records
- 1959: Ski Songs LP
- 1961: Yes I See LP
- 1961: Bob Gibson and Bob Camp at The Gate of Horn LP
- 1964: Where I'm Bound LP

Capitol Records
- 1970: Bob Gibson LP

Legend Enterprises
- 1974: Funky in the Country LP, (2008) CD

Mountain Railroad Records
- 1978: Gibson & Camp, Homemade Music LP, (2008) CD
- 1980: The Perfect High LP, (2008) CD

Hogeye Records
- 1984: Uptown Saturday Night LP, (2008) CD

Appleseed Records
- 1984: Best of Friends (2004) CD, met Tom Paxton en Anne Hills

B*G Records
- 1986: Gibson & Camp, The Gate of Horn — Revisited! cassette
- 1989: A Child's Happy Birthday Album cassette
- 1991: Stops Along the Way cassette

Snapshot Music
- 1991: Bob Gibson 5/91 - I Hear America Singing cassette

Folk Era Productions
- 1994: Gibson & Camp, The Gate of Horn — Revisited! CD

Asylum Records
- 1995: Makin' a Mess, Bob Gibson Sings Shel Silverstein CD

Collector's Choice
- 2002: Bob Gibson and Bob Camp at The Gate of Horn (2002) CD
- 2002: Where I'm Bound (Elektra LP) CD

Label niet bekend
- 1998: Perfect High (2008) CD
- 2008: The Living Legend Years CD
- 2011: Live at Cornell 1957 3-CD.

- Bibliothèque nationale de France: cb14011183z (data)
- Gemeinsame Normdatei: 124700519
- International Standard Name Identifier: 0000 0000 3006 1163
- Library of Congress Control Number: n93088434
- MusicBrainz: d31d0631-1e45-4d22-a6a7-a0c87047f5c5
- Nationale Bibliotheek van Israël: 987009461086505171
- SNAC: w6835cq6
- Virtual International Authority File: 2668476
- WorldCat: E39PBJjxp9tmxXHfKf9GRwjKVC